# NGC 3613
NGC 3613 (również PGC 34583 lub UGC 6323) – galaktyka eliptyczna (E6), znajdująca się w gwiazdozbiorze Wielkiej Niedźwiedzicy. Odkrył ją William Herschel 8 kwietnia 1793 roku.
W galaktyce tej zaobserwowano supernową SN 2011eh.